# زانویی استریت
زانویی استریت (انگلیسی: Street elbow) یا زانویی سرویس (service ell) نوعی اتصال لوله‌کشی یا پایپینگ است، که یک تکه لوله و یک اتصال دیگر را با یک زاویه به هم متصل می‌کند.